# Wasraschdane (Burgas)
Wasraschdane (auch Vazrazhdane geschrieben, bulgarisch Възраждане) ist ein Stadtbezirk der bulgarischen Hafenstadt Burgas. Der Bezirk gehört zur Innenstadt und wird von den Boulevards Maria Luisa, Christo Botew, San Stefano und Iwan Wassow begrenzt. Im Nordosten grenzt Wasraschdane an das Stadtzentrum und im Osten an den Hafen Burgas. Im Süden und Südwesten grenzt Wasraschdane an der Eisenbahnlinie von Burgas ins Landesinnere und im Westen das Viertel an das Gewerbegebiet Nord (Industriana zona Sewer, dt. Industriezone Nord).
Der Stadtbezirk Wasraschdane ist einer der ältesten der Stadt und entstand nach der »Befreiung« der Stadt von Osmanischer Fremdherrschaft (so genannte Gründerzeit) entlang der Ferdinandowa-Straße zu den Süßwasserquellen der Stadt. Das Viertel ist nach der Periode der nationalen Einigung des bulgarischen Volkes während der 500-jährigen osmanischen Herrschaft: bulgarisch Възраждане/Wasraschdane, dt. Bulgarische Wiedergeburt benannt. Da auch nach der »Befreiung« weite Teile mit bulgarischer Bevölkerung nach den Beschlüssen des Berliner Kongresses im Osmanischen Reich verblieben, flüchteten viele nach Bulgarien. In Wasraschdane, westlich des Gerichtsgebäudes, siedelten sich vornehmlich Flüchtlinge (siehe Thrakische Bulgaren) aus Südthrakien (heute in Griechenland und Türkei) an. Aus diesen Gründen tragen viele Straßen und Einrichtungen im Viertel Namen von Personen oder Ereignissen aus dieser Epoche.
In der Minkow-Gaststätte in der Straße Ferdinandova 63 befand sich die Zentrale der BMARK für Ostthrakien. Dort schlossen sich zwischen dem 19. und 21. Februar 1897, während des ersten Kongresses der thrakischen Flüchtlingsorganisationen diese zum Bund der thrakischen Vereine Strandscha. Im Hinterhof der Gaststätte richtete 1900 der führende Ideologe der BMARK Goze Deltschew eine illegale Bombenfabrik ein in der auch die Sprengstoffe für die Attentate von Thessaloniki (1903) hergestellt wurden.
Im Viertel liegen einige der Sehenswürdigkeiten und Kulturhäuser der Stadt wie die römisch-katholischen Kirchen Maria Gottes, das Alte Gerichtsgebäude, das Opernhaus, das Schauspielhaus, das Jugendkulturzentrum, der Offiziersklub, der Park Borisgarten und die alten Markthallen der Stadt. Ebenfalls im Bezirk befinden sich die Grundschulen Knjaz Boris I., Ljuben Karawelow, das Technikum für Elektrotechnik Konstantin Fotinow und das Gymnasium Iwan Wassow. Im Karree zwischen den Straßen Zar Petar, Ferdinandowa und William Gladstone sind noch viele Gebäude aus Gründerzeit erhalten.

## Galerie

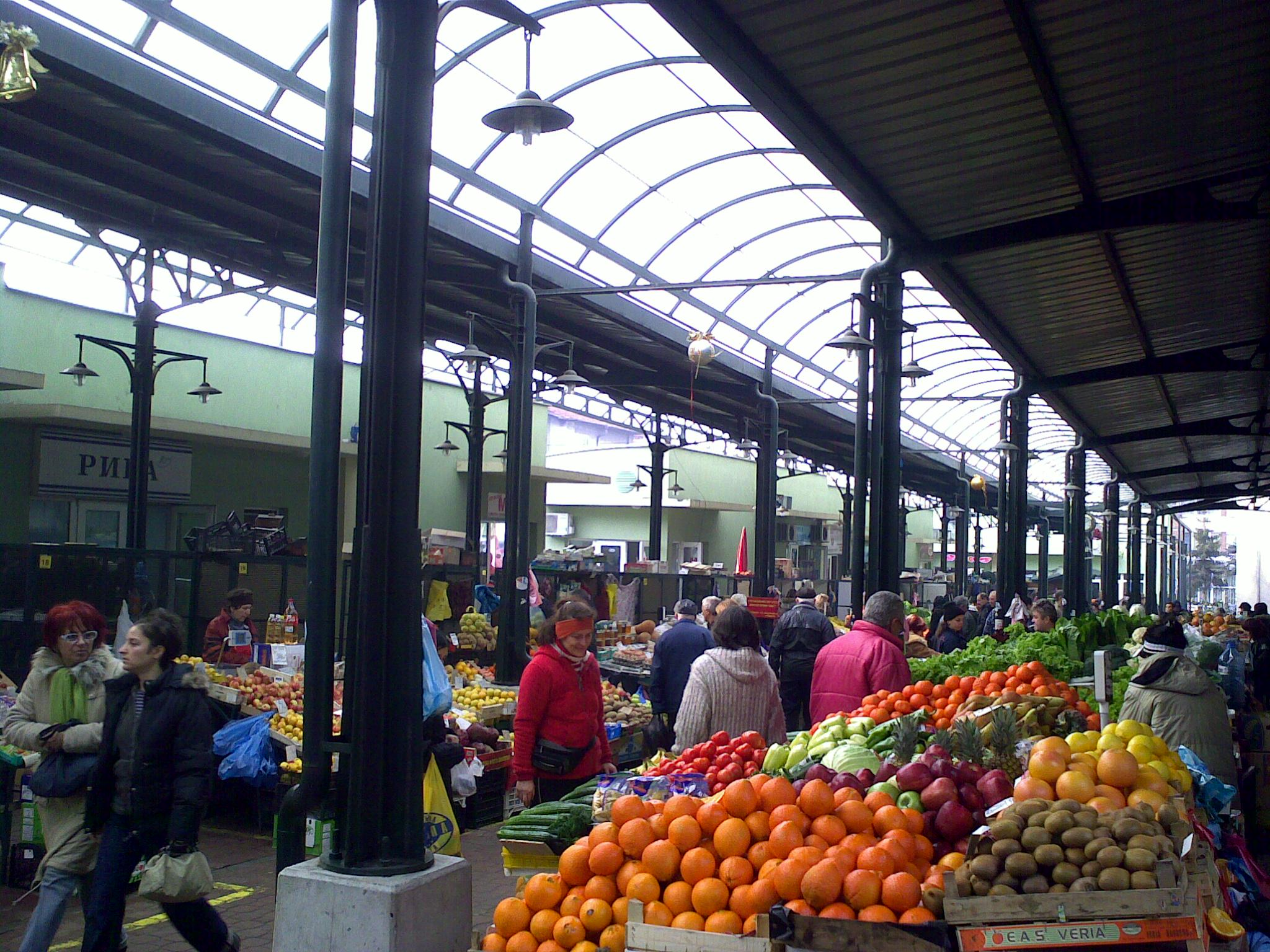
Teil der Markthallen
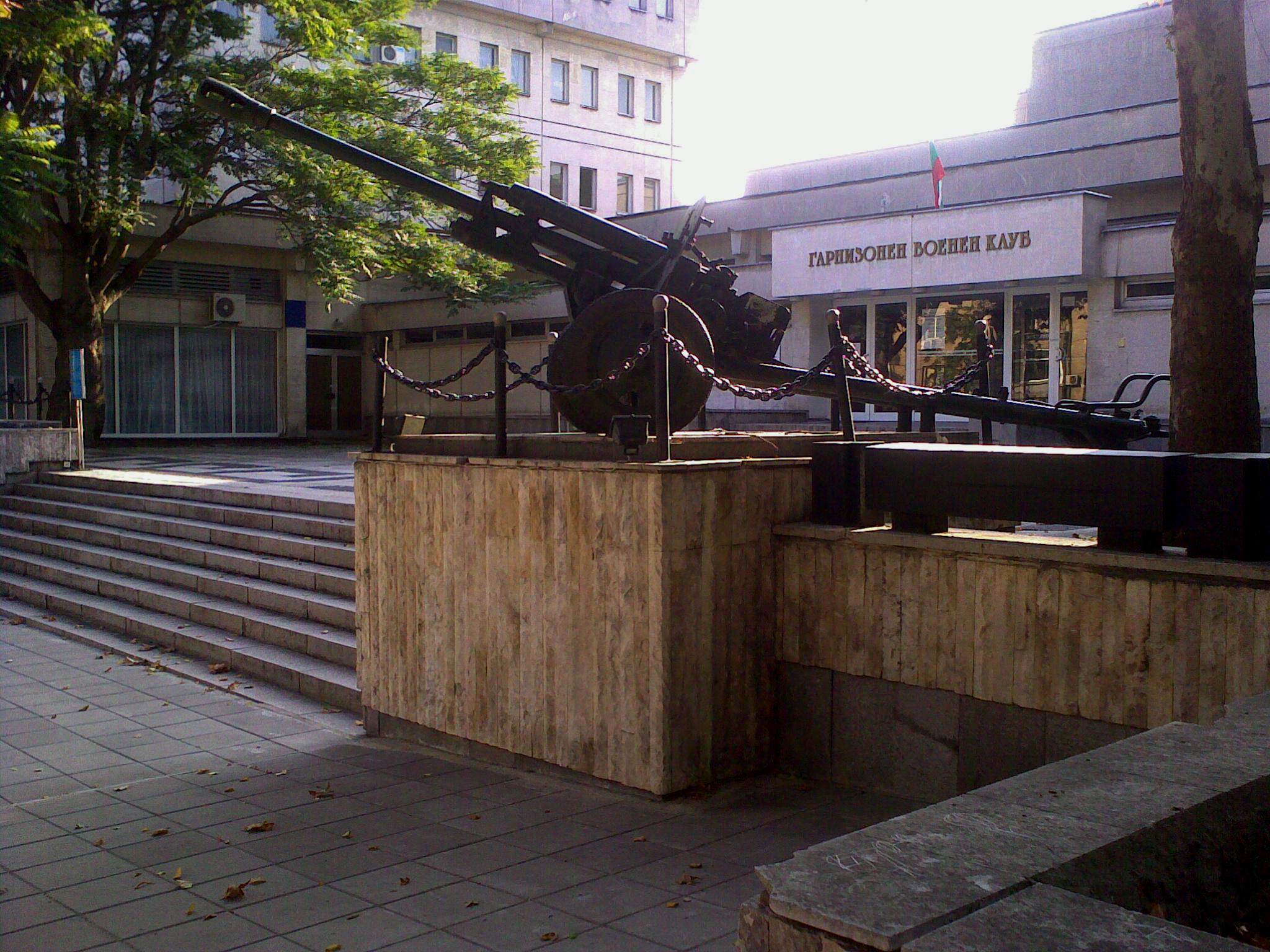
Der Offiziersklub
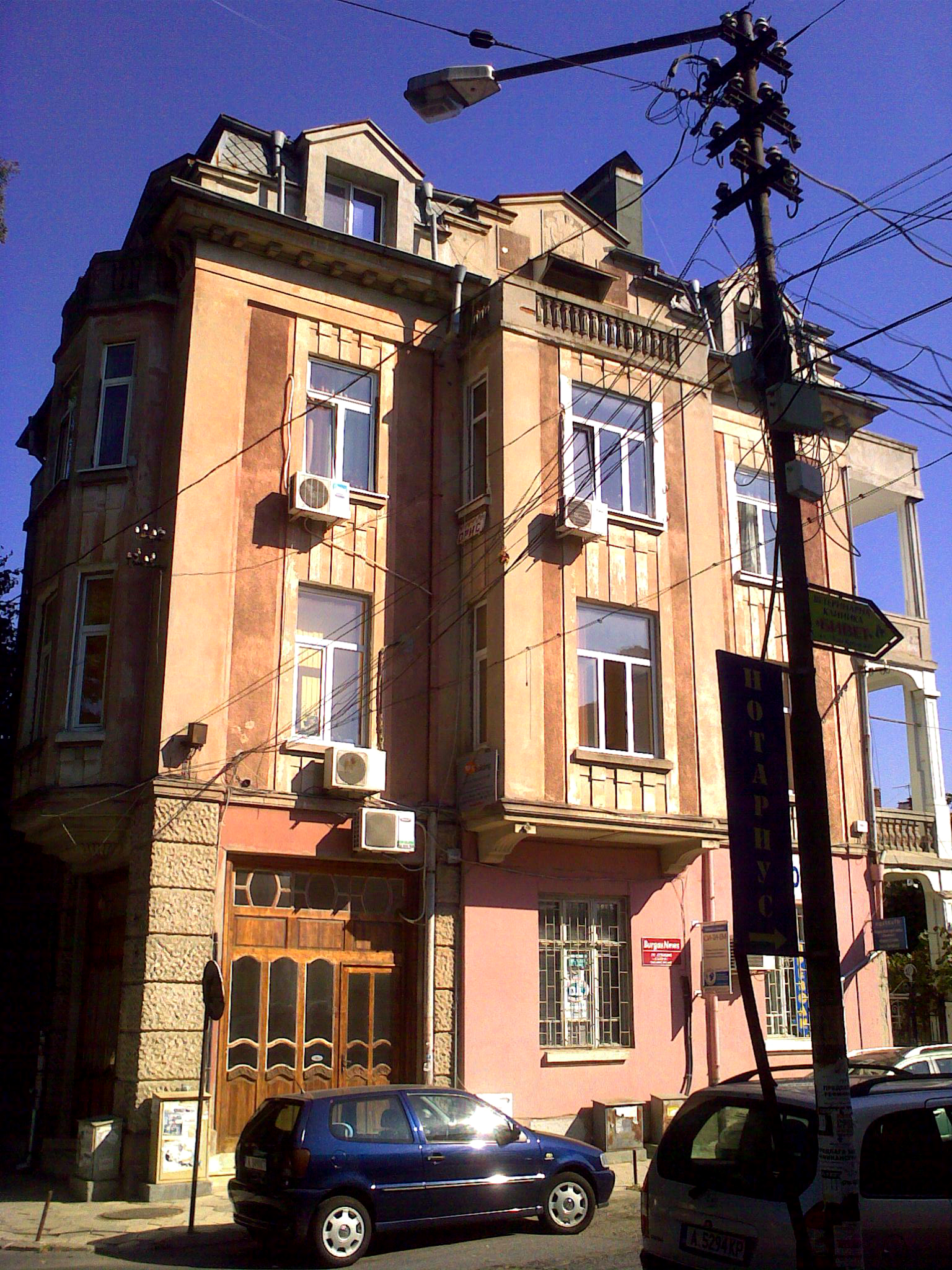
Typisches Gebäude der s.g. Gründerzeit
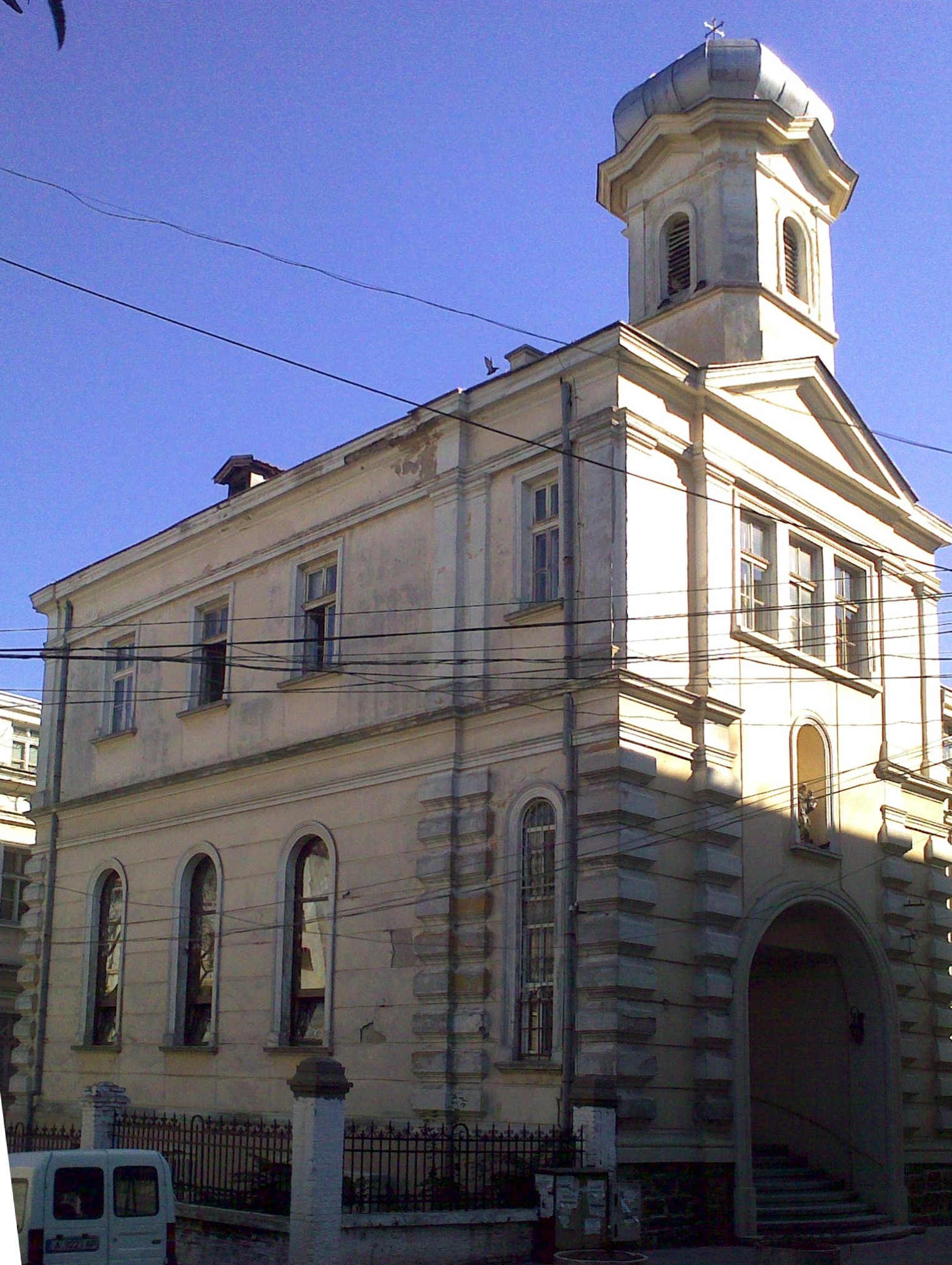
Die Kirche Maria Gottes
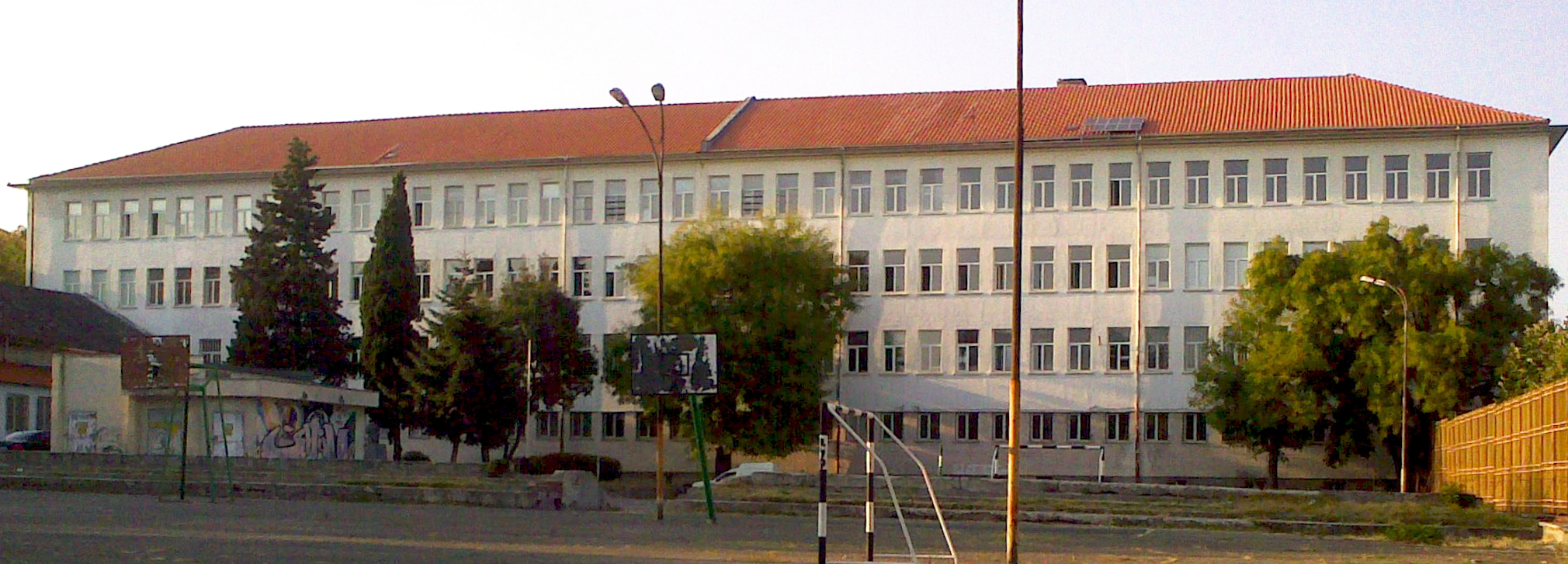
Das Technikum für Elektrotechnik und das Gymnasium Iwan Wassow
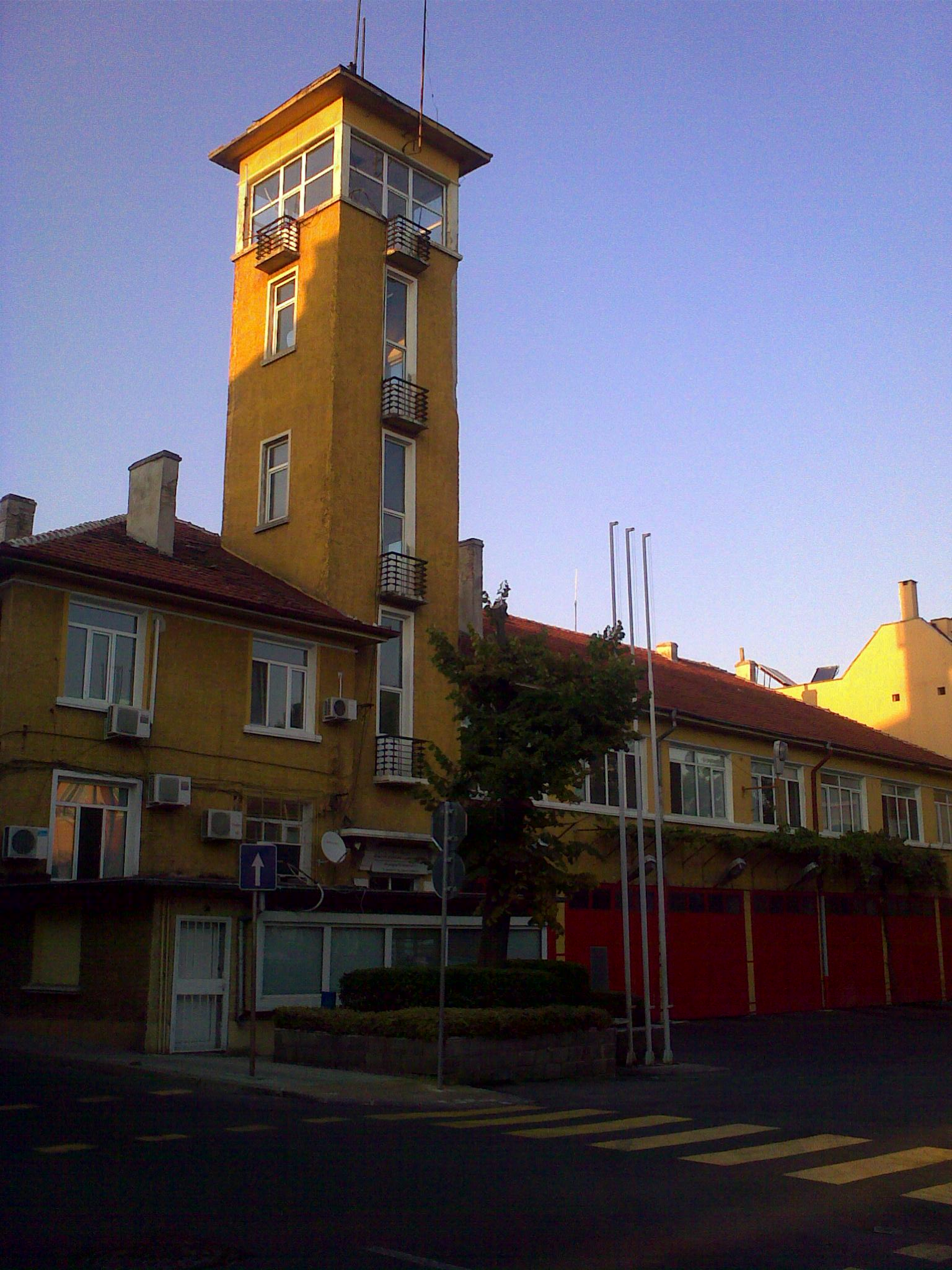
Zentrale Feuerwache in der William-Gladstone-Str.